# Усть-мильская культура
Усть-Мильская культура — археологическая культура Сибири эпохи бронзового века, существовавшая в интервале от XIV до IV вв. до н.э.. Пришла на смену неолитической ымыяхтахской культуре. Была распространена преимущественно на территории Якутии, в бассейнах рек Вилюя, Индигирки, Лены, Яны. Ряд исследователей (Л. П. Хлобыстин, 1987) отождествляет носителей данной культуры с предками тунгусов.

## См.также
- Ымыяхтахская культура